# Jef Lambeaux
Joseph "Jef" Lambeaux, född 14 januari 1852, död 5 juni 1908, var en belgisk skulptör.
Lambeaux verk präglas av en kraftig sensuell realism, besläktad med den gamla flamländska 1600-talskonsten och influerad av Giovanni da Bologna. Bland hans verk märks Kyssen (1880), Brabo-brunnen (1887) och De mänskliga lidelserna (relief, 1889-1900).

## Eftermäle
Asteroiden 13238 Lambeaux är uppkallad efter honom.

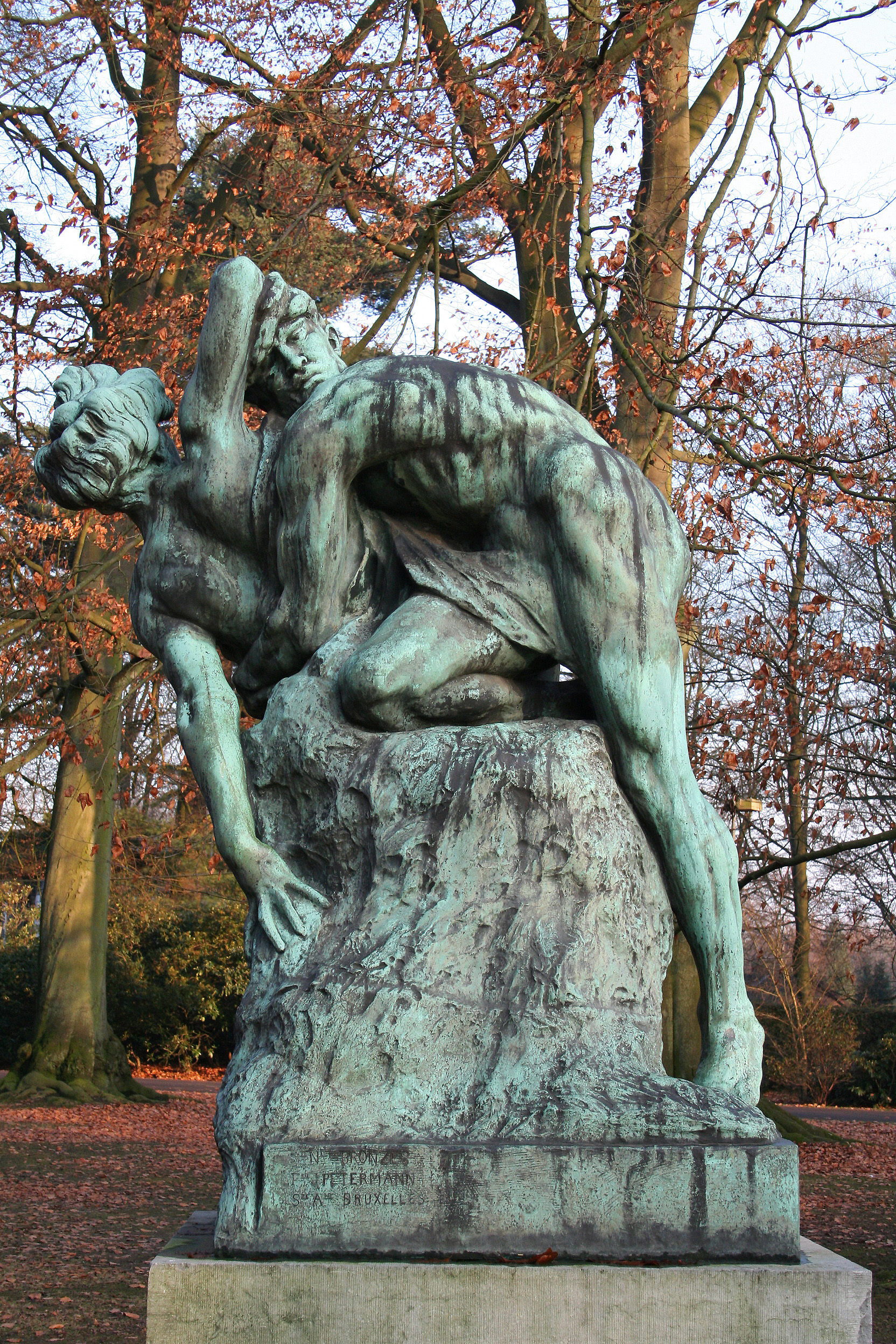
Le Triomphe de la Femme (1901).
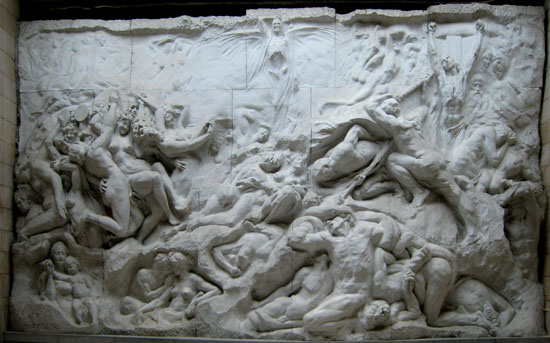
De mänskliga lidelserna (1898).
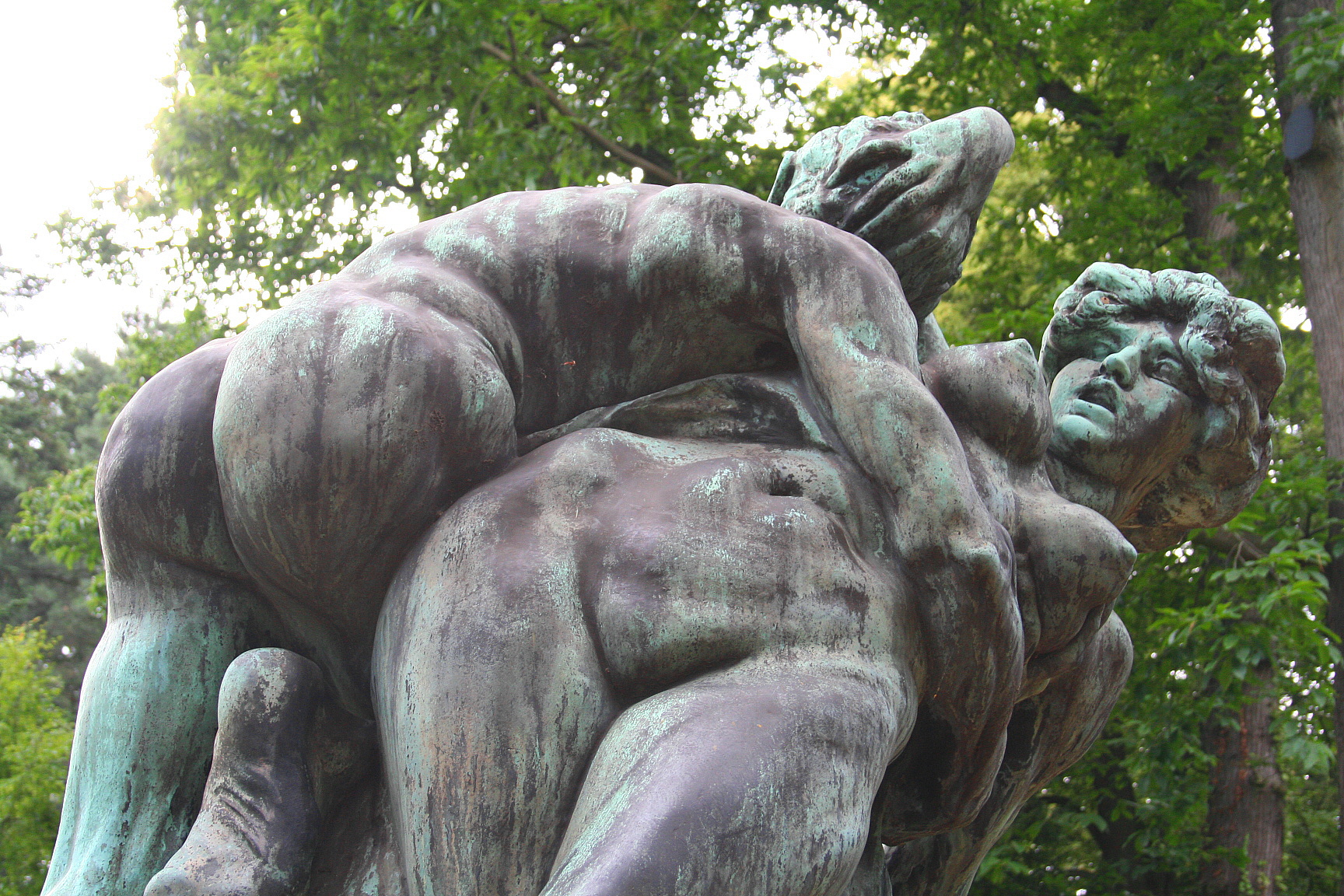
Le Triomphe de la Femme (1901).
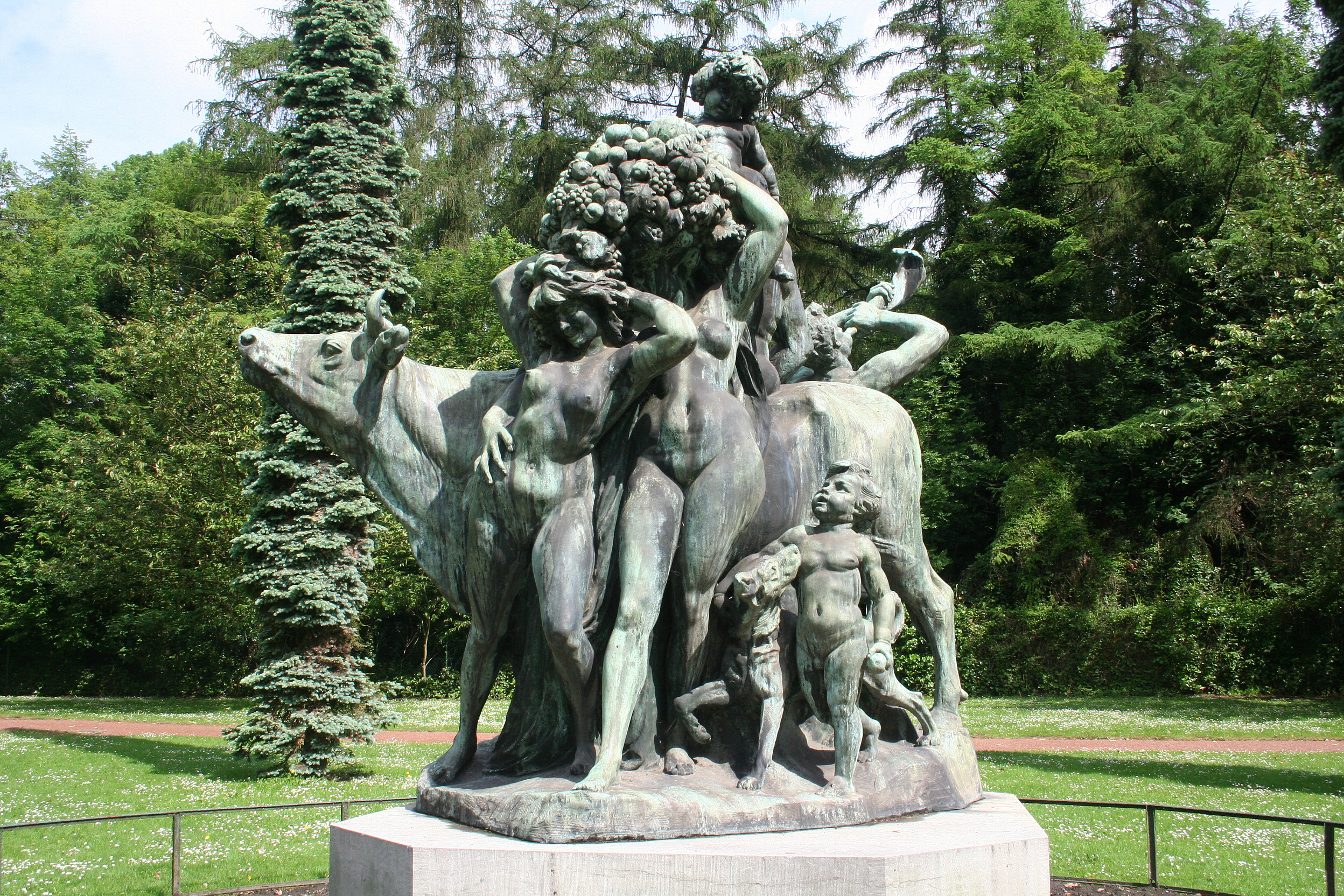
L'Abondance (1902).
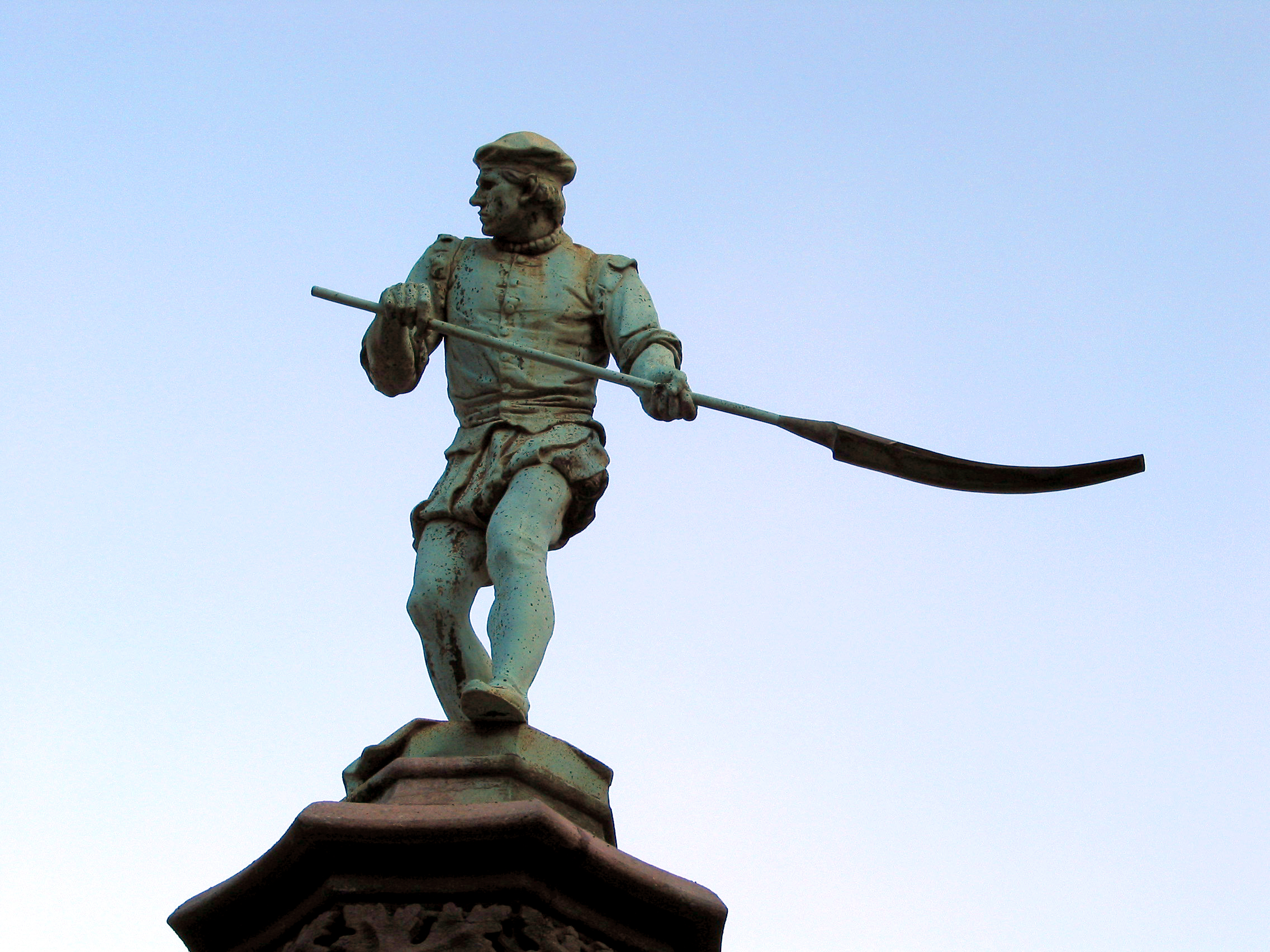
Le Blanchisseur
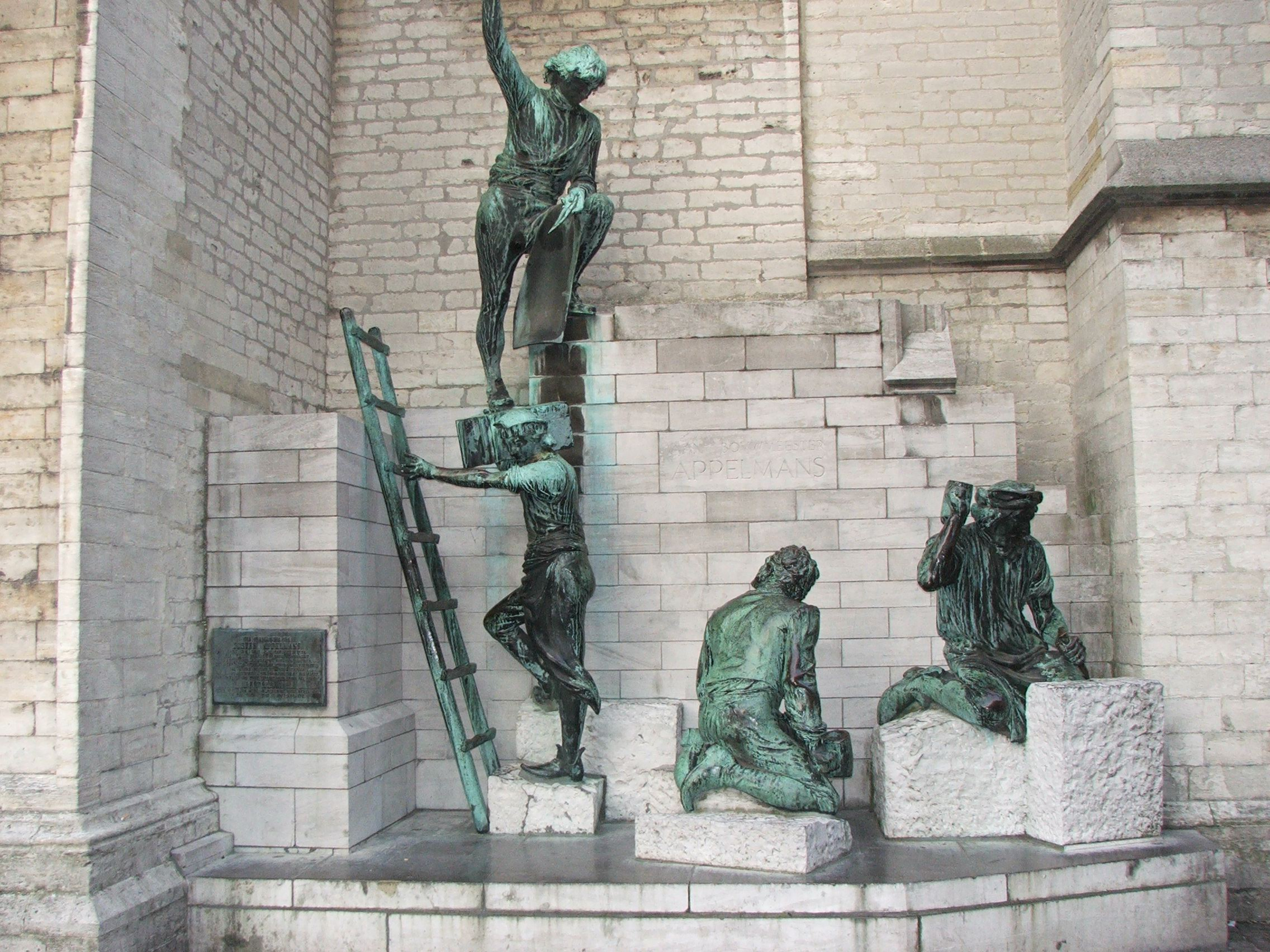
Vårfrukatedralen i Antwerpen.
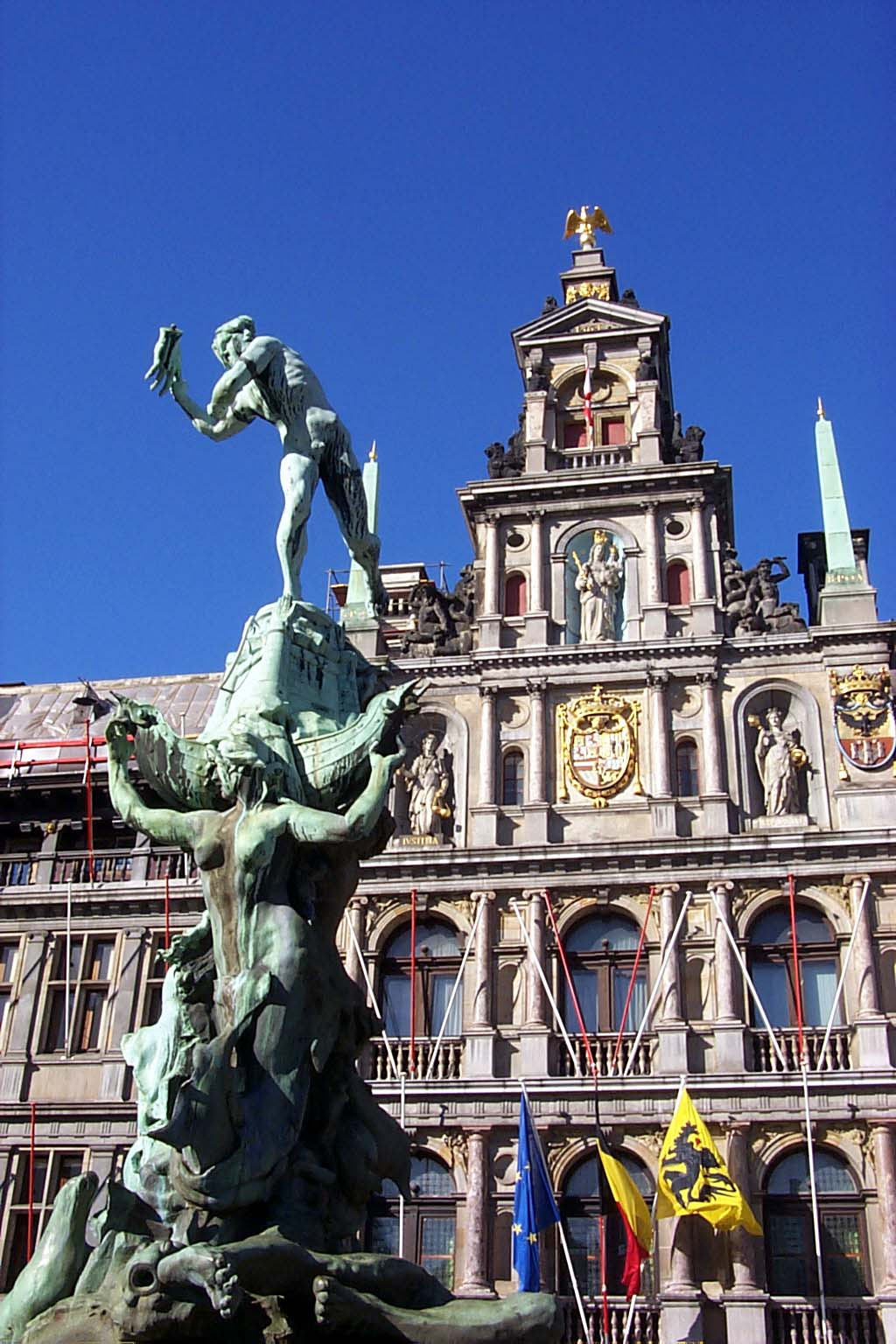
Brabo (1886).